# Кобелев, Никита Викторович
Никита Викторович Кобелев (род. 10 мая 1987, Брежнев, Татарская АССР, РСФСР, СССР) — российский театральный режиссёр и педагог. С июня 2023 года — главный режиссёр, с июля 2024 года — художественный руководитель Александринского театра.

## Биография
После окончания школы проучился 2 года на факультете журналистики в Казанском государственном университете. В 2007 году поступил на режиссерский факультет РАТИ-ГИТИС (мастерская проф. О. Л. Кудряшова) и окончил его в 2011 году.
С 2012 по 2020 годы — штатный режиссёр-постановщик в Московском академическом театре им. Вл. Маяковского, с 2016 по 2020 годы — заместитель художественного руководителя театра. Спектакли «Декалог на Сретенке», «Бердичев», «Кавказский меловой круг», «Человек, который принял жену за шляпу», «Новаторы» входили в лонг-лист Российской национальной театральной премии и фестиваля «Золотая Маска».
С 2017 по 2021 годы преподавал в мастерской Миндаугаса Карбаускиса на актёрском факультете Российского института театрального искусства-ГИТИС.
С июня 2023 года — главный режиссёр Александринского театра. С июля 2024 года — художественный руководитель Александринского театра.
Автор спектаклей в Псковском театре драмы им. А. С. Пушкина, в МХТ им. А. П. Чехова, в ТЮЗе им. А. А. Брянцева, в Латвийском национальном театре, в Театре сатиры, в Театре «Практика».
Автор 11 радиоспектаклей на Радио России. Работы режиссера входили в шорт-листы премии «Радиомания», радиофестивалей «Prix Marulic» (Хвар, Хорватия), «Prix Italia»(Турин), «Prix Europa» (Берлин).

## Творчество
Театр им. Маяковского (Москва)
- «Любовь людей» (по пьесе Дмитрия Богославского, 2012)
- «Девятьподесять» (по пьесе Сашей Денисовой, 2013)
- «Враг народа» (по пьесе Генрика Ибсена в адаптации Саши Денисовой, 2013)
- «Бердичев» (по пьесе Фридриха Горенштейна, 2014)
- «Декалог на Сретенке» (по пьесе Сашей Денисовой, 2014)
- «Последние» (по пьесе Максима Горького, 2015)
- «Кавказский меловой круг» (по пьесе Бертольта Брехта, 2016)
- «Человек, который принял жену за шляпу» (по пьесе Оливера Сакса, 2016)
- «Сказки Венского леса» (по пьесе Эдена фон Хорвата, 2018)
- «Москва. Дословно» (2018)
- «Московский хор» (по пьесе Людмилы Петрушевской, 2019)
- «Новаторы» (2021)
- «Обыкновенная история» (по пьесе Ивана Гончарова, 2021)

Александринский театр (Санкт-Петербург)
- «Тварь» (по пьесе Валерия Семеновского на темы романа «Мелкий бес» Фёдора Сологуба, 2021, Новая сцена им. Вс. Э. Мейерхольда)
- «Воскресение» (по мотивам романа Л. Н. Толстого в сценической адаптации текста Дмитрия Богославского, 2024, Новая сцена им. Вс. Э. Мейерхольда / Основная сцена)

Другие театры
- «Кампанила Св. Марка» (по работе Михаила Шишкина, Центр имени Вс. Мейерхольда, Москва, 2012)
- «Повесть о господине Зоммере» (по пьесе П Зюскинда., Театр юных зрителей им. А. А. Брянцева, Санкт-Петербург, 2012)
- «Ревизор» (по роману Николая Гоголя, Латвийский национальный театр, Рига, 2019)
- «Время секонд-хэнд» (по роману Светланы Алексиевич, Vaba Laba, Таллин, Эстония, 2020)
- «Осень в Петербурге» (по работе Дж.-М. Кутзее, Театр Наций, Москва, 2022)
- «Ифигения в Авлиде» (по трагедия Еврипида, Городской драматический театр, г. Шарыпово, 2022)
- «Этот ребенок» (по пьесе Ж. Помра, Театр сатиры, Москва, 2022)
- «Круги/Фантазии» (по пьесе Ж. Помра, Театр «Практика» и Мастерская Брусникина, Москва, 2022)
- «Терминал 3» (по пьесе Л. Нурен, Театр Наций, Москва, 2023)
- «Лягушки» (по пьесе Мо Янь, Псковский академический театр драмы им. А. С. Пушкина, 2023)
- «Наедине». (по пьесе Д. Нигро, Театральное агентство Арт-Партнёр, 2023)
- «Жизель Ботаническая» (по пьесе Э. С. Кочергин, МХТ им. А. П. Чехова, 2023)
- «Дачники» (по пьесе Максима Горький в сценической адаптации текста Дмитрия Богославского, Новосибирский государственный драматический театр «Старый дом», 2023)

## Награды и звания
- Лауреат Театральной премии газеты «Московский комсомолец» за спектакль «Любовь людей» в номинации «Лучший спектакль» (в категории «Начинающие») сезон 2012/13.
- Лауреат Театральной премии газеты «Московский комсомолец» за спектакль «Бердичев» в номинации «Лучший спектакль» (в категории «Начинающие») сезон 2013/14.
- Лауреат премии еврейских общин России в номинации «Театр» (2015 г) за спектакль «Бердичев»
- Лауреат V Республиканского фестиваля национальной драматургии (г. Бобруйск, Белоруссия), 2015.
- Лауреат Театральной премии газеты «Московский комсомолец» за спектакль «Человек, который принял жену за шляпу» в номинации «Лучший спектакль» в категории «Начинающие» (2017).
- Лауреат премии «Звезда Театрала» за спектакль «Тварь» в номинации «Лучший спектакль. Малая форма» (2022)

Спектакль «Новаторы» был удостоен премии V Фестиваля «Уроки режиссуры» Биеннале театрального искусства в номинации «За поиски нового театрального языка» (Никита Кобелев, 2021 г.), а также стал лауреатом ХХХII Международного театрального фестиваля «Балтийский дом» в номинации «приз зрительских симпатий».